# Andrea Nuytová
Andrea Nuytová (* 10. července 1974 Gouda, Jižní Holandsko) je bývalá nizozemská rychlobruslařka.
Na mezinárodní scéně se poprvé objevila na Mistrovství světa juniorů 1994 (14. místo). Od roku 1995 startovala v závodech Světového poháru, na světovém šampionátu na jednotlivých tratích 1996 byla v závodě na 500 m čtrnáctá. Zúčastnila se Zimních olympijských her 1998, na trati 500 m ale upadla a skončila na 37. příčce. Lepších umístění dosáhla na přelomu století, byla devátá na Mistrovství světa ve sprintu 1999, osmá na Mistrovství světa ve sprintu 2001, čtvrtá (1000 m) a devátá (500 m) na Mistrovství světa na jednotlivých tratích 2000. Na světovém sprinterském šampionátu 2002 získala stříbrnou medaili, tentýž rok startovala také na zimní olympiádě, kde skončila na čtvrtém (500 m) a osmém (1000 m) místě. Po osmé příčce v závodě na 500 m na Mistrovství světa na jednotlivých tratích 2004 ukončila sportovní kariéru. Na sprinterských tratích získala na nizozemských šampionátech v letech 1995–2003 celkem 21 medailí.
Je vdaná za rychlobruslaře Carla Verheijena.